# Linha Central (Suécia)
A Linha Central (em sueco: Mittbanan) é uma via férrea que liga Sundsvall, na costa do Mar Báltico, a Storlien, na fronteira com a Noruega. É constituída por 2 troços: um,  de Sundsvall a Ånge e o outro de Bräcke a Storlien, onde a linha continua para a Noruega.
Atravessa as províncias históricas suecas de Medelpad e Jämtland, continuando depois pela vizinha Noruega até à cidade de Trondheim.

Tem uma extensão de 330 km, via única na sua maior extensão, e está completamente eletrificada.

## Itinerário
A linha atravessa as cidades:

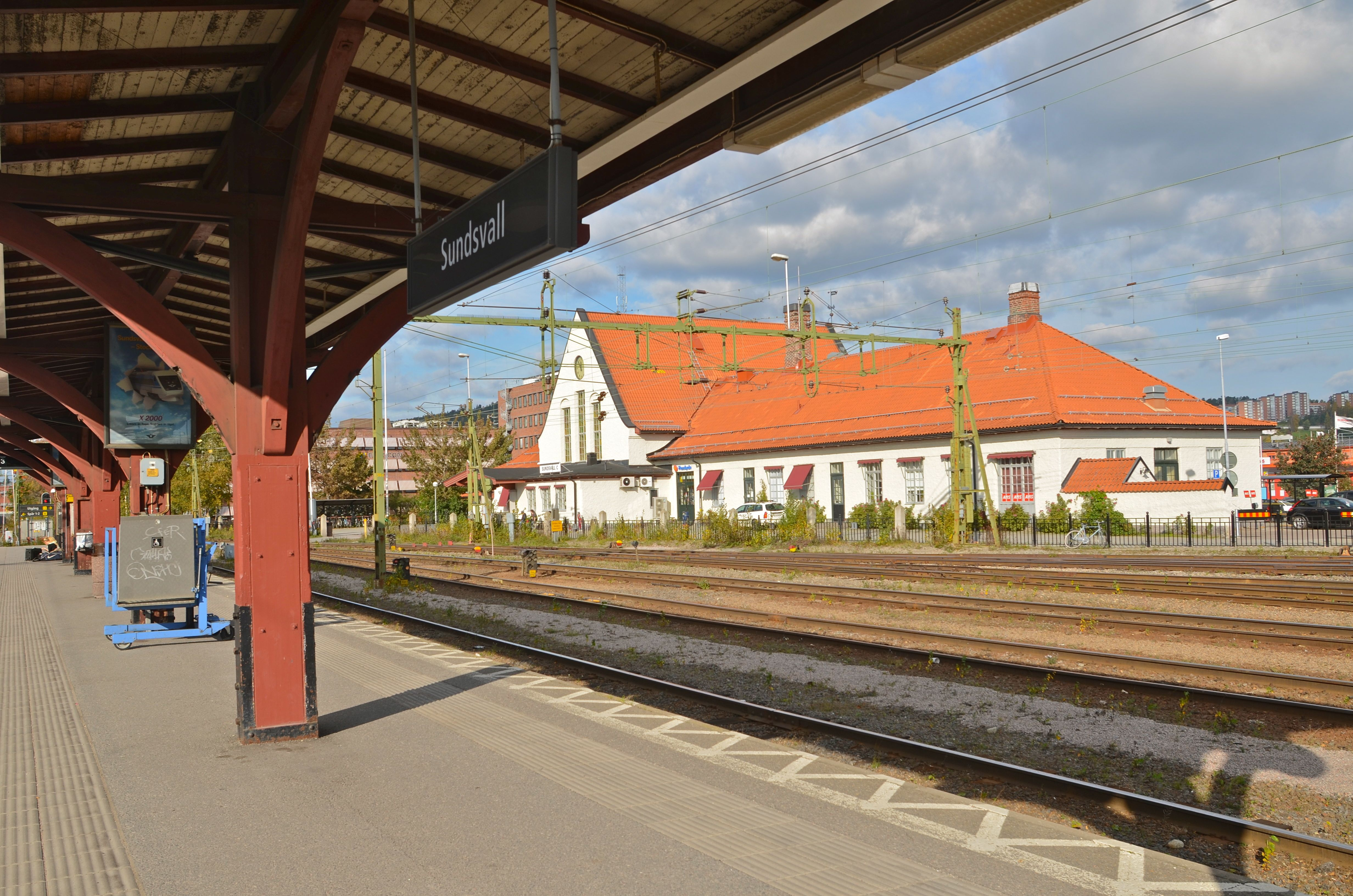
Sundsvall
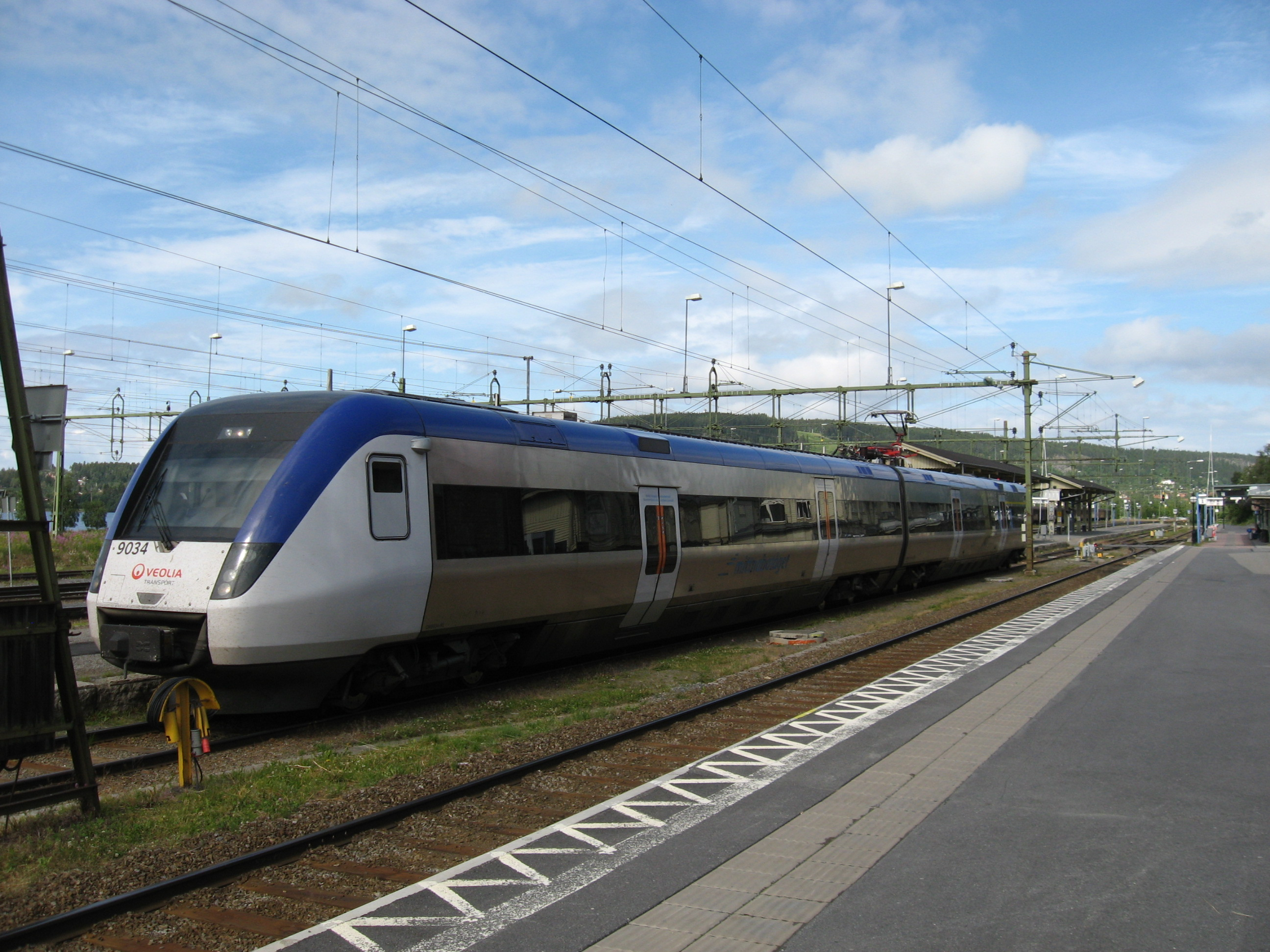
Östersund
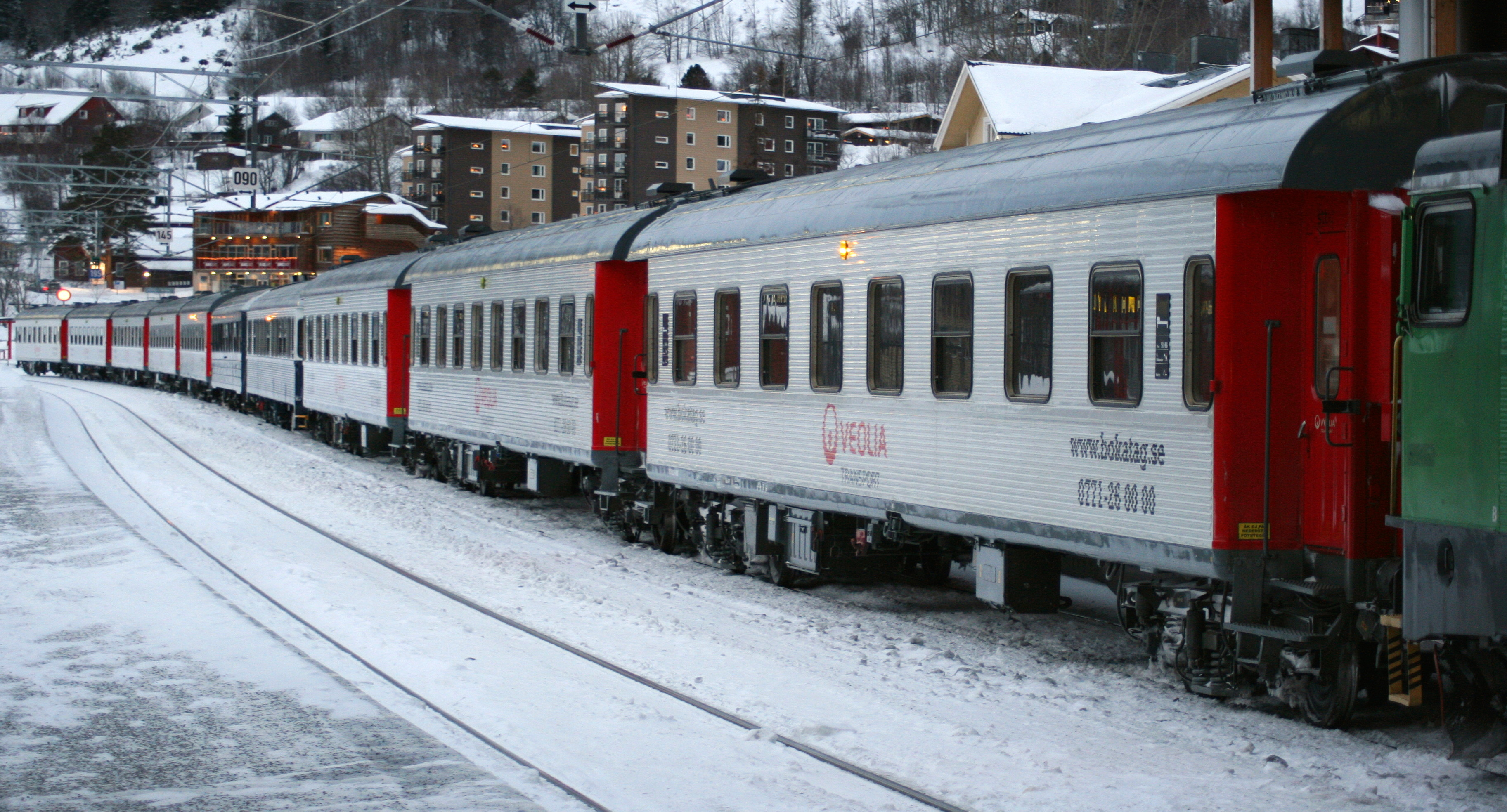
Åre
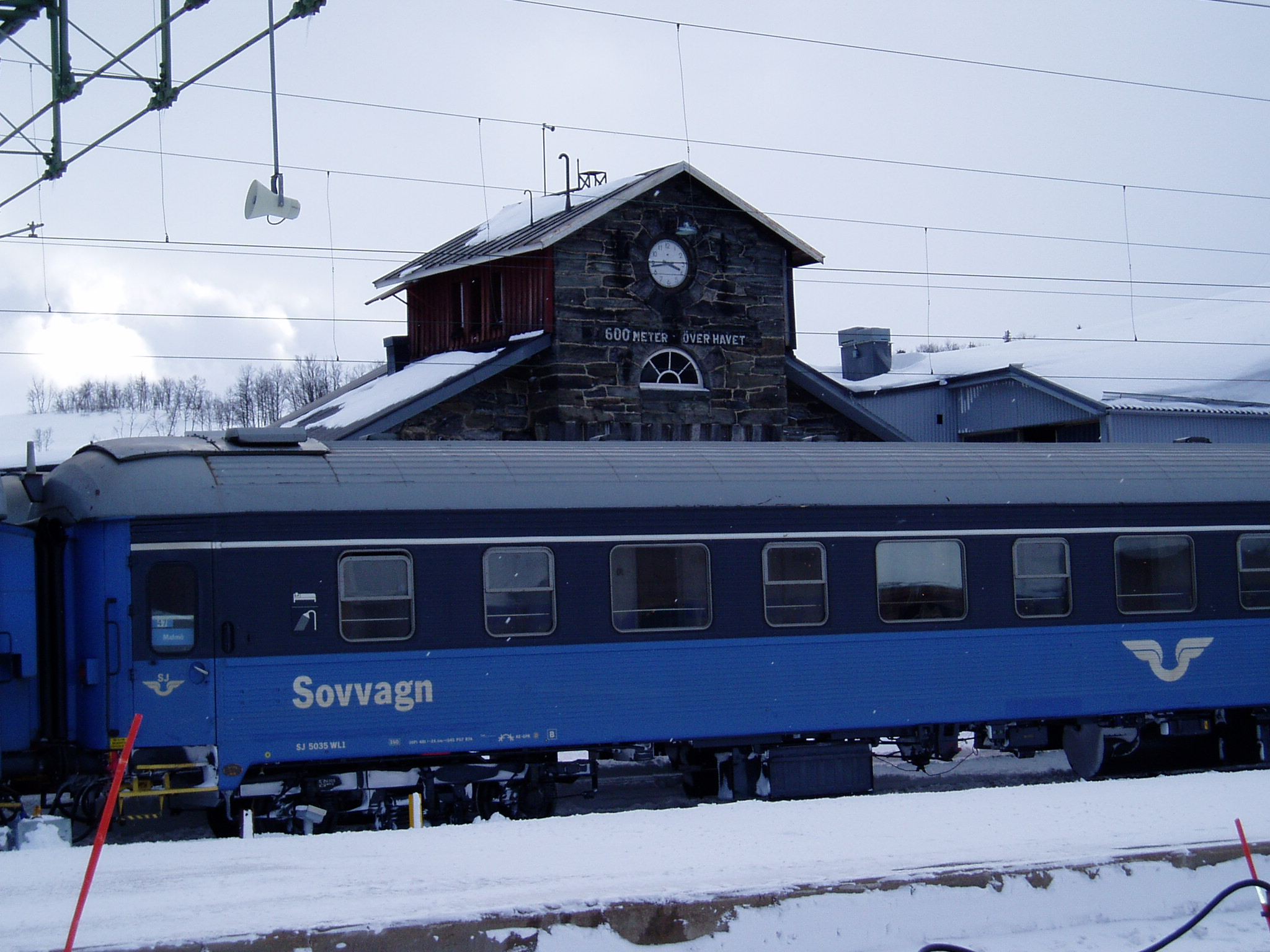
Storlien

- Ånge

e
- Bräcke
- Östersund
- Järpen
- Åre
- Storlien
- Trondheim

- Sundsvall
- Östersund
- Åre
- Storlien